# Judes (historiador)
Judes (en llatí Judas, en grec antic Ἰούδας) fou un historiador i teòleg grec, que hauria viscut en temps d'Alexandre Sever (222-235).
Va escriure una obra cronològica anomenada  χρονοψραφία que arribava fins a l'any deu del regnat de Sever. Va escriure també una altra obra sobre les dissertacions de la Septuaginta. Aquestes obres s'han perdut però les citen Eusebi Escolàstic i Jeroni d'Estridó.